# Guido Somaré
Guido Somaré (Milano, 1923 – Milano, 2003) è stato un pittore, gallerista e illustratore italiano.

## Biografia
Somarè era figlio dello storico e critico della pittura italiana dell’Ottocento Enrico Somaré, e nipote per parte di madre di Cesare e Guido Tallone, protagonisti della Scapigliatura e della ritrattistica lombarda a cavallo fra Ottocento e Novecento. Dopo il diploma all'Accademia di Belle Arti di Brera, con i compagni Carlo Carrà e Achille Funi, frequentò i corsi di Architettura al Politecnico di Milano. Guido e il fratello Sandro Somarè, anche lui pittore, appartenevano a un ambiente familiare che ha stimolato la loro fantasia e creatività. Soprattutto i continui traslochi e spostamenti familiari influenzarono molto la loro poetica che si concentrava in particolare sui temi della luce, dello spazio e del tempo. I due fratelli furono testimoni di un’epoca culturale milanese estremamente vivace che ruotava attorno al Bar Jamaica, di cui erano assidui frequentatori e dove negli anni Cinquanta del Novecento, si riunivano tutti gli artisti e intellettuali. 
All'inizio della sua produzione, Guido Somaré si avvicinò al movimento dello Spazialismo e soprattutto agli amici e colleghi Gianni Dova e Cesare Peverelli. Nel 1957 alla Galleria del Naviglio a Milano inaugurò la sua prima personale. Guido Somaré visse quindi il riconoscimento artistico europeo e internazionale. Venne infatti invitato a esporre nel 1960 nella Galleria Betty Parsons di New York. Egli poi ritornò nel 1963 di nuovo a Milano, con una sua personale alla Galleria Galatea. Questi furono gli anni dei primi riconoscimenti come il Premio della Fondazione Michetti a Francavilla, l'invito alla Parsons di New York e la mostra del 1968 alla Galleria Milano, fondata dal padre. Difatti, Enrico Somarè fonda la galleria nel 1928, chiusa poi per l'avvento della seconda guerra mondiale. Nel 1964, Guido e Sandro Somaré assieme a Gianni Dova Aldo Bergolli e Mario Rossello riaprirono la Galleria Milano in Via della Spiga, con la presentazione della loro prima mostra di Emilio Tadini. La Galleria, presa in gestione dai due fratelli, sarà un contributo importante per la scena artistica-culturale milanese e nazionale. Nel 1971 realizzò la pittura murale commissionata dall'Unione dei Commercianti di Milano, poi restaurata dall'architetto Eugenio Gerli.  Nel 1974 decorò le pareti dell'ospedale di Teheran. Questo intervento richiamò l'attenzione del principe Turky Abdul Aziz che, tra il 1981 e il 1984, lo invitò a decorare su vetro e metallo numerosi interni di abitazioni a Gedda e Riyadh.
Successivamente l'artista si dedicò alternativamente alla pittura e all'attività di incisione e illustrazione. Illustrò infatti numerosi testi letterari fra i quali le Memorie di Casanova. Ritornando poi alla pittura con una personale alla Galleria Daverio, riscosse grande successo. Nel 1996 segu' la mostra alla Compagnia del Disegno, che espose le sue opere risalenti agli anni Settanta sino all'anno corrente della stessa mostra, che venne presentata da Osvaldo Patani.
I dipinti di Guido Somaré rappresentarono le case borghesi abitate da giovani ragazze. Il tema della donna, analizzato da un punto di vista psicologico, sarà una costante della sua produzione artistica dagli anni Settanta fino alla sua morte, alternato a quello della natura, del paesaggio e della città di Milano.
Guido Somaré muore nel 2003.
Nel 2006, alla Rotonda della Besana, Milano dedica a lui e al fratello, una grande mostra antologica con più di cinquanta loro opere dal titolo “Guido e Sandro Somarè. Distanza e prossimità”.